# ابن فضلان

مسیر سفر ابن فضلان از بغداد تا مسکو

ابن فَضلان با نام کامل احمد بن فضلان بن العباس بن راشد بن حماد در نیمهٔ دوم سدهٔ سوم و نیمهٔ یکم سدهٔ چهارم هجری می‌زیسته است. بیشتر شهرت وی به‌خاطر کتاب یا رسالهٔ سفرنامهٔ ابن فضلان است.

## اختلافات در مورد ابن فضلان
در نام وی شک وجود دارد. یاقوت نام او را احمد نامید و در آغاز رسالهٔ خویش نام احمد را ذکر کرده‌است. همچنین نویسندهٔ کتاب عجایب المخلوقات که پیش از یاقوت زندگی می‌کرده‌است، او را احمد خوانده است. ولی خود ابن فضلان در متن رسالهٔ خویش نام خود را محمد ذکر کرده‌است که شاید تصحیف و الف با میم جابجا عوض شده، یا نسخه خوانا نبوده و میم خوانده شده‌است.
در مورد نام جد وی که آیا راشد بوده یا اسد نیز، اختلاف نظر وجود دارد، یاقوت آن را به گونهٔ دیگری ذکر کرده‌است و خود او نام راشد را آورده است  به احتمال زیاد خطای لفظی یا نگارشی بوده‌است.
در مورد اینکه ابن فضلان عرب بوده یا غیر عرب نیز اختلاف وجود دارد. کوالفسکی او را عرب می‌داند و نام کامل ابن فضلان را دلیلی بر این گفتهٔ خویش می‌داند. اطرافیان وی نیز او را عرب می‌دانسته‌اند، زیرا در متن کتاب وقتی شاه صقالبه سراغ اموال ذکر شده در نامۀ خلیفه را می‌گیرد و ابن فضلان عذر می‌آورد، شاه به ابن فضلان می‌گوید:
من آن‌ها را نمی‌شناسم، من فقط تو را می شناسم، این‌ها قومی عجم هستند
که همین سخن دلالت بر این دارد که شاه صقالبه ابن فضلان را عرب می‌پنداشته‌است.
در مورد واژۀ فَضلان هم گفته می‌شود که در آن روزگار چنین واژه‌ای وجود نداشته‌است و برخی دیگر ماننده فرهن او را فُضلان دانسته‌اند.

## زندگی‌نامه
دربارهٔ محل زادگاه، رشد، شغل، موقعیت دینی و فرهنگی و منصب او پیش از عزیمتش به شمال دریای خزر، اطلاعات کافی در دسترس نیست. آگاهی ما از وی تنها از راه شناخت رساله‌اش و مطالب محدود دیگر نویسندگان دربارهٔ اوست.
ابن فضلان جهانگرد نبوده‌است، بلکه تنها حادثه‌ای سبب مسافرت او به همران گروهی به سرزمین اسلاوها شده‌است. احتمال می‌رود که ابن فضلان در بغداد از جایگاه دینی برخوردار بوده‌است، زیرا در سفر نیز به امور دینی بیشتر توجه دارد.

## سفرنامهٔ ابن فضلان
سفر ابن فضلان در زمان مقتدر خلیفه عباسی رخ داد. رسالهٔ ابن فضلان تصویری روشن و زنده از مردم سرزمین‌های آسیای مرکزی و شمال خزر، جغرافیایی انسانی و حاکمان این مناطق ارائه کرده‌است. این رساله شرح سفری است یازده ماهه که از بغداد آغاز و پس از گذر از شهرهایی چون نهروان ـ حلوان ـ همدان ـ ساوه ـ ری ـ سمنان ـ دامغان ـ نیشابور ـ سرخس ـ مرو ـ آمل ـ جیحون ـ بخارا ـ خوارزم ـ جرجانیه ـ جیت ـ باشگرد ـ قبیله صقالبه (اسلاوها) ـ نهر اتل ـ خزر و بعد از پیمودن مسیرهایی از ماوراءالنهر و رسیدن به نزدیکی مسکو دوباره به بغداد منتهی می‌شود.
ابن فضلان پس از بازگشت، شرح سفر خود را به‌صورت کتاب درآورد. این رساله از آن جهت اهمیت دارد که می‌توان گفت قابل اعتمادترین گزارش دربارهٔ این مناطق، از سوی ابن فضلان ارائه شده‌است. در سال ۱۹۹۹ (میلادی) فیلم «سیزدهمین سلحشور» با کارگردانی جان مک تیرنان و با شرکت آنتونیو باندراس با چشم‌داشتی به داستان ابن فضلان ساخته شد.